# Dicranomyia livornica
Dicranomyia livornica là một loài ruồi trong họ Limoniidae. Chúng phân bố ở miền Cổ bắc.